# Domenico Lomelo
Domenico Lomelo detto Mimmo (Polignano a Mare, 2 marzo 1954) è un politico italiano.

## Biografia
Nel 1975 è stato esponente del "Circolo F. Lorusso" e dell'Associazione Ambiente Locale “Delfino Azzurro” per impedire la cementificazione dei 15 km a sud di Bari. Nel 1978 approda al comune di Polignano a Mare come consigliere comunale, nel 1989 e nel 1992 ha l'incarico di assessore con delega alla Cultura. 
Alle elezioni politiche del 1979 è candidato alla Camera per Nuova Sinistra Unita nella circoscrizione Bari-Foggia, ricevendo 442 preferenze e non risultando eletto.
Alle elezioni regionali in Puglia del 1980 è candidato a consigliere nelle liste del Partito di Unità Proletaria per il Comunismo per la provincia di Bari, ottenendo 1.125 preferenze e risultando il primo dei non eletti. Anche alla successiva tornata del 1985 è candidato per la provincia di Bari per Democrazia Proletaria, ma le 819 preferenze non sono sufficienti per l'elezione.
Alle elezioni politiche del 1987 è candidato alla Camera per Democrazia Proletaria nella circoscrizione Bari-Foggia, ottiene 752 preferenze e non è eletto.
Nel 1989 è fra i fondatori dei Verdi Arcobaleno e successivamente Verdi-Sole che ride, nel 1990 ne è consigliere federale. Nello stesso anno è candidato per la Lista Verde alle elezioni regionali in Puglia del 1990: riceve 965 preferenze e non è eletto.
Nel 1992 è candidato alle elezioni politiche nella circoscrizione Bari-Foggia per la Federazione dei Verdi, risultando il primo dei non eletti con 2.658 preferenze.
Dal 1993 al 1997 è consigliere comunale di Polignano a Mare, venendo riconfermato nel 1997 e nel 2000.
Alle elezioni regionali in Puglia del 1995 è eletto consigliere regionale per la provincia di Bari per i Verdi con 1.424 preferenze, subentrando a Vito Leccese, eletto deputato nel 1996.
Alle elezioni europee del 1999 è candidato per la circoscrizione Italia meridionale: ottiene 2.330 preferenze, ma non è eletto.
Nel 2000 fa parte del'Assemblea Regionale dei Verdi e viene eletto nella direzione regionale del Sole che ride. Contestualmente partecipa alle elezioni regionali e viene rieletto con 2.562 preferenze per la provincia di Bari. Nei cinque anni di opposizione presenta diverse proposte di legge sia sul versante ambientale che culturale e sociale. Inoltre continua il lavoro istituzionale contro gli sprechi dell'amministrazione regionale.
Alle elezioni europee del 2004 è candidato per i Verdi nella circoscrizione Italia meridionale: ottiene 6.532 preferenze, ma non è eletto.
Viene confermato dalla direzione nazionale del Sole che ride, assumendo la responsabilità degli enti locali. Insieme agli altri colleghi dell'Ulivo contribuisce a preparare le elezioni regionali del 2005; in Puglia partecipa e schiera i Verdi alle primarie in appoggio al candidato Nichi Vendola, che inaspettatamente vince e diventa il candidato della coalizione, che alle urne sconfiggerà il Presidente uscente. Lomelo viene rieletto in Consiglio Regionale con 2.351 preferenze e l'anno successivo si candida alle elezioni politiche, venendo eletto deputato nella circoscrizione Puglia. Partecipa alla elezione del Presidente della Repubblica Giorgio Napolitano, vota la fiducia al Governo Prodi e si dimette dalla carica di deputato il 4 luglio 2006 per diventare assessore regionale della Puglia con delega alla Pubblica Istruzione, Università, Beni culturali. Alla Camera dei Deputati gli subentra Paola Balducci.
Alle elezioni politiche del 2008 è ricandidato alla Camera dei Deputati nella circoscrizione Puglia nelle liste di La Sinistra l'Arcobaleno (in quota Verdi), ma non viene rieletto, dato che la formazione di appartenenza non supera la soglia di sbarramento.
Alle elezioni amministrative del 2012 diviene nuovamente consigliere a Polignano a Mare per la lista Ecologisti e Reti Civiche, divenendo vicesindaco e assessore. In seguito è componente della direzione nazionale dei Verdi, impegnato nel percorso della Costituente ecologista per un rilancio di un soggetto Federato ecologista che possa dare il giusto peso e riconoscimento alle tematiche ecologiste in Italia.
Alle elezioni politiche del 2013 si ricandida nuovamente alla Camera dei Deputati nella circoscrizione Puglia nelle liste di Rivoluzione Civile (in quota Verdi), ma non viene eletto, non avendo la coalizione guidata da Antonio Ingroia superato lo sbarramento.
Alle elezioni europee del 2014 è candidato nella lista Verdi Europei - Green Italia nella circoscrizione Italia meridionale: ottiene 735 preferenze e non è eletto.
Alle elezioni regionali in Puglia del 2015 è candidato consigliere regionale per la provincia di Bari nella lista La Puglia con Emiliano: le 1.441 preferenze non gli consentono di entrare in Consiglio.
Alle elezioni politiche del 2018 è candidato al Senato nel collegio plurinominale Puglia - 02 nelle liste di Italia Europa Insieme (in quota Verdi), ma non viene eletto, dato che la lista non supera la soglia di sbarramento.
Successivamente è presidente regionale dei Verdi in Puglia. Dal 2021 è membro della direzione nazionale di Europa Verde.
Alle elezioni politiche del 2022 viene candidato al Senato nel collegio uninominale Puglia - 02 (Andria) per il centrosinistra in quota Alleanza Verdi e Sinistra, ma ottiene il 20,98% ed è superato da Francesco Paolo Sisto del centrodestra (43,51%) e da Michele Coratella del Movimento 5 Stelle (26,03%), non risultando eletto.